# Lee Hyori
Lee Hyori (* 10. Mai 1979 in Cheongwon), auch Lee Hyolee, ist eine südkoreanische Sängerin der ersten K-Pop-Generation. Ihre Karriere begann als Mitglied der erfolgreichen K-Pop-Girlgroup Fin.K.L. Nach Auflösung der Gruppe im Jahr 2002 war sie solo sehr erfolgreich. 2006 war sie die bestbezahlte Sängerin Südkoreas.

## Leben

### Fin.K.L
Lee Hyori begann ihre Karriere als Leader der Girlgroup Fin.K.L (Fine Killing Liberty). Ihr Debüt gab die Gruppe am 22. Mai 1998 mit der Single „Blue Rain“. Die zweite Singleauskopplung „To My Boyfriend“ wurde ihr erster Nummer-1-Hit. Fin.K.L entwickelte sich schnell zu einer der erfolgreichsten Gruppen Südkoreas und so dominierten sie zusammen mit S.E.S. und Baby V.O.X. die Popszene. 2002 hatte sie als Mitglied von Fin.K.L. einen Cameo-Auftritt in der Filmsatire Emergency Measure 19 (긴급조치 19호 Gingeupjochi 19-ho), in der zahlreiche weitere südkoreanische Popstars zu sehen sind.

### Beginn ihrer Solo-Karriere
Ein Jahr nach dem vierten Album von Fin.K.L namens Forever, veröffentlichte sie Ende 2003 ihr erstes Solo-Album STYLISH...E hyOlee. Für dieses Album räumte sie bei den Daesangs 2003 kräftig ab und gewann drei der vier wichtigsten Musikpreise Südkoreas. Das Album verkaufte sich über 153.590 Mal in Südkorea. Sie wurde schnell zu einer Ikone und man sprach in der Öffentlichkeit vom „Hyori-Syndrom“, da sie in allen Medien präsent war. Zudem übernahm Lee Hyori 2005 die weibliche Hauptrolle in dem Drama Three Leaf Clover. Allerdings erhielt die Sendung schlechte Wertungen und wurde schon nach 16 Episoden abgesetzt.
2005 trat sie gemeinsam mit der nordkoreanischen Tänzerin Cho Myong-ae in einem Werbeclip von Samsung Electronics auf. Dieser wurde in später in dem Film The Spy Gone North (2018) referenziert.
Ein Jahr später veröffentlichte Lee ihr zweites Album Dark Angel. Der erste Song, der ausgewählt wurde um das Album zu promoten, war „Get Ya“. Allerdings konnte sie nur wenige Male mit diesem Lied auftreten, bevor sie von den Machern von Britney Spears’ „Do Somethin'“ des Plagiats beschuldigt wurde. Danach wurden alle Auftritte des Liedes gestoppt und Lee Hyori kehrte mit einer zweiten Single „Shall We Dance“ zurück. Doch aufgrund des Plagiatsvorwurfs war weder das Album noch die Single erfolgreich.

### Wechsel des Labels

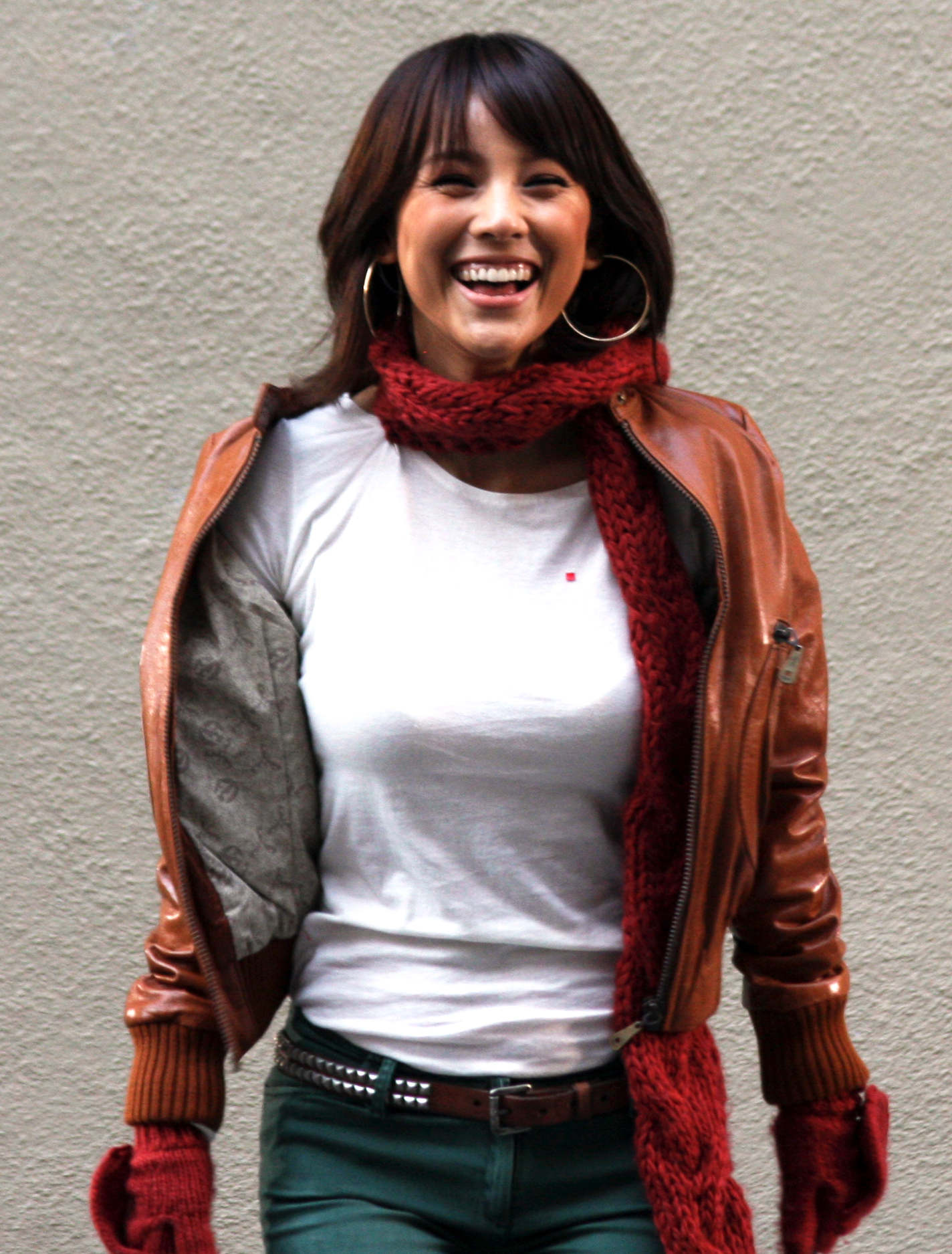
Lee Hyori (2007)

Im November 2006 wurde bekanntgegeben, dass Lee Hyori einen Dreijahresvertrag bei Mnet Media unterzeichnet hat für 2,2 Milliarden ₩. Dies machte sie zur bestbezahlten Sängerin Südkoreas. Im Februar 2007 spielte Lee Hyori in dem Mini-Drama „If In Love… Like Them“ mit, an der Seite von Lee Dong-gun. Vier Episoden wurden auf Mnet ausgestrahlt.
Im Juli 2008 erschien ihr drittes Album It’s Hyorish mit der Single U-Go-Girl.

### H-Logic, Monochrome und Hochzeit
Zwei Jahre nach Erscheinen des dritten Albums veröffentlichte Lee Hyori ihr viertes Album H-Logic am 23. April 2010. Das Album beinhaltet 14 Musiktitel und sie kollaborierte Big Bangs Daesung, 4minutes Jiyoon, After Schools Bekah, Gary von Leessang und Sang Chu von Mighty Mouth. Sie arbeitete außerdem wieder mit E-Tribe zusammen, dem Duo, das auch für den Song U-Go-Girl von ihrem vorherigen Album verantwortlich war. Am 31. März 2010 veröffentlichte Lee Hyori das Musikvideo zu Geune (그네, Swing). Am 13. April 2010 veröffentlichte sie schließlich das Musikvideo zu dem Lied Chitty Chitty Bang Bang.
Seit 2011 setzte sie sich zunehmend für soziale Themen ein. Sie wurde zu einer der bekanntesten Aktivistinnen für Tierrechte und veröffentlichte zwei Lieder – Please Stay Behind (남아 주세요 Nama Juseyo) und Remember (기억해 Gieokhae) – deren Erlöse an Tierheime gingen.
2013 veröffentlichte sie ihr Album Monochrome mit den Singles Miss Korea und Bad Girls, deren Texte von Lee selbst geschrieben wurden. In dem Jahr heiratete sie den Musiker Lee Sang-soon, der Gitarrist der Rockband Roller Coaster ist.
Von April bis November 2014 moderierte Lee gemeinsam mit Moon So-ri die Talkshow Magic Eye (매직아이), die aufgrund geringer Einschaltquoten abgesetzt wurde.

### Auszeit, Black, Fernsehen und SSAK3

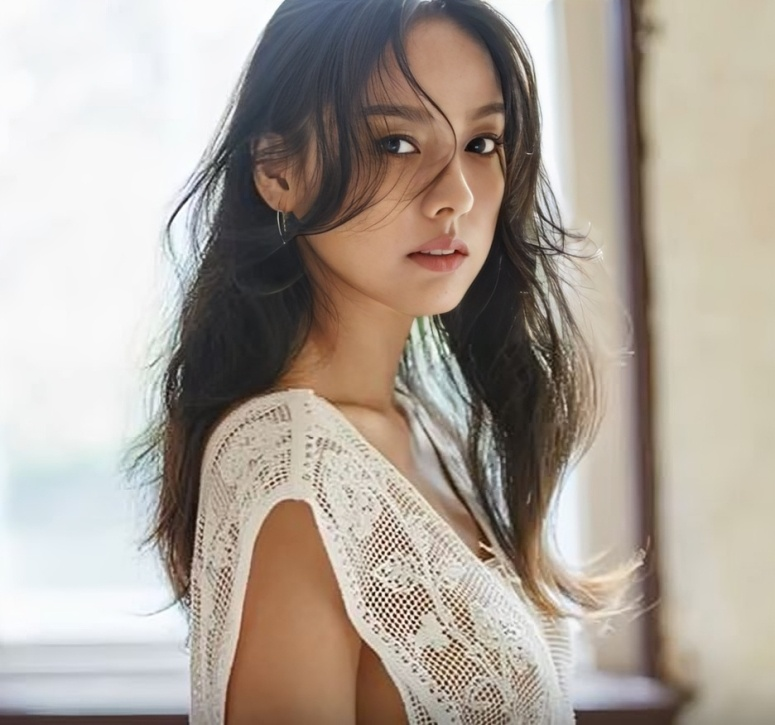
Lee Hyori (2017)

Im Februar 2015 gab Lee bekannt, sich für zwei Jahre aus der Öffentlichkeit zurückziehen zu wollen, um Zeit für sich selbst zu haben. Ende 2016 unterschrieb sie einen Plattenvertrag bei Kiwi Media. Von Juni 2017 bis Mai 2018 wurde auf JTBC ihre Reality-Sendung Hyori’s Homestay ausgestrahlt, die Lee und ihren Ehemann Lee Sang-soon auf der Insel Jeju zeigt, wo sie ihr Haus in ein Gasthaus umwandelten. Zahlreiche Stars waren dabei zu Gast. Im Juli 2017 erschien ihr sechstes Album mit dem Titel Black. Lee Hyori schrieb neun der zehn Songs auf dem Album.
2019 kam es zu einer kleinen Zusammenkunft von Fin.K.L für ihre Realityshow Camping Club, in der die vier ehemaligen Mitglieder durch Südkorea reisten.
Im Mai 2020 unterzeichnete Lee einen Vertrag bei der Agentur ESteem Entertainment. Gemeinsam mit Rain und Yoo Jae-suk gründete sie das Musikprojekt SSAK3, bei dem sie unter dem Namen Linda G auftritt. Im Juli 2020 veröffentlichten sie das Lied Beach Again. Die Erlöse wurden für wohltätige Zwecke gespendet.

## Soziales Engagement und Ansichten
Lee Hyori äußert sich häufig zu sozialen Themen und ist immer wieder in den Medien durch ihre Wohltätigkeitsspenden. Sie wird deshalb in Südkorea auch als socialtainer bezeichnet, einem Neologismus und Kofferwort für Entertainer, die sich sozial und politisch engagieren.:6 Sie tritt gemeinsam mit ihrem Ehemann für Tierrechte und Tiergerechtheit ein. Von einem Tierheim adoptierte sie ihren Hund Soonshim. Ihr Zusammenleben stellte sie in dem 2012 veröffentlichten Fotobuch Closer zur Schau. Darin teilte sie ihre Ansichten zu Tierrechten und brachte Ablehnung des Tragens von Tierfell zum Ausdruck. Um über das Thema besser aufzuklären und mehr Aufmerksamkeit zu erreichen, interviewte Lee die britische Tierverhaltensforscherin Jane Goodall.
Als im November 2013 entschied ein Gericht, dass der Autohersteller SsangYong seinen 2009 betriebsbedingt gekündigten Mitarbeitern insgesamt 4,7 Milliarden Won (etwa 4 Mio. Euro) als Entschädigung zahlen müsse, berichtete die regierungskritische Nachrichtenseite SisaIN, dass diese Zahlung zu gering sei. Es wurde eine Kampagne gestartet, um die Arbeiter zu unterstützen. Als Lee Hyori dafür Geld spendete, erfuhr diese Kampagne nationale Aufmerksamkeit.:1 f. Lee unterstützte die Arbeiter öffentlich über Twitter und schrieb, sie würde im Bikini vor den Autos von SsangYong tanzen, wenn die Arbeiter wieder eingestellt würden.
Lee vertritt aufgrund ihrer ethischen Anschauungen und gesundheitlicher Aspekte den Pescetarismus.

## Diskografie

### Alben
- 2003: STYLISH...E hyOlee (DSP Entertainment)
- 2006: Dark Angel (DSP Entertainment)
- 2008: It’s Hyorish (Mnet Media)
- 2010: H-Logic
- 2013: Monochrome
- 2017: Black

### Videoalben
- 2004: Made in Hyolee (Dokumentation)
- 2009: It’s Hyorish (Live Concert)

## Filmografie

### Fernsehdramen
- 2005: SBS 세잎클로버 (Three Leaf Clover)
- 2007: SBS 사랑한다면 이들처럼 (If In Love...Like Them)
- 2008: SBS 온에어 (ON AIR.) (Cameo)

### Filme
- 2002: Emergency Act 19 (Cameo)
- 2012: Dancing Queen (Cameo)
- 2018: The Spy Gone North (Cameo)

## Fotobuch
- 2004: HYOLEE - Fascinated Scenes from Hawaii & Italy
- 2012: Closer (가까이: 효리와 순심이가 시작하는 이야기 Gakkai: Hyori-wa Sunshim-iga Sijakhan Iyagi)

## Auszeichnungen
| Jahr | Auszeichnungen |
| ---- | --- |
| 2003 | - SBS 가요대전 (SBS Music Awards) Daesang Award (Best Artist) - 2003 Mnet Music Video Festival: Popular Music Video (Equivalent To Daesang Award) |
| 2008 | - 2008 Mnet KM Music Festival: Best Female Solo Award - 2008 Mnet KM Music Festival: Best Dance Music Award                                       |
| 2009 | - Mnet 20’s Choice Awards: Hot Multitainer - Mnet 20’s Choice Awards: Hot Style Icon - Mnet 20’s Choice Awards: Hot Body                          |

Quelle: Daum-Enzyklopädie